# Areca minuta
Areca minuta là loài thực vật có hoa thuộc họ Arecaceae. Loài này được Scheff. mô tả khoa học đầu tiên năm 1876.